# Вимербю
Вимербю (на шведски: Vimmerby) е един от най-старите градове в Швеция. Намира се в провинция Смоланд, лен Калмар. Главен административен център на едноименната община Вимербю. Намира се на около 220 km на югозапад от столицата Стокхолм и на около 110 km на север от Калмар. Има жп гара. Населението му от преброяването през 2020 г. е 8 231 жители.

## История
Основан е през 1192 г. Вимербю е един от 133-те града на Швеция, които имат статут на исторически градове.

## Личности
Във Вимербю е родена и отраснала писателката Астрид Линдгрен, чиято книга „Емил от Льонеберя“ е силно повлияна от живота в провинциалния градец и го описва в детайли. Понастоящем най-голямата атракция там е развлекателният парк на име „Светът на Астрид Линдгрен“.